# Mário Godinho de Matos
Mário Godinho de Matos (Lisboa, 14 de março de 1951) é um diplomata português.
Licenciou-se em Economia pela Universidade Técnica de Lisboa, onde
também foi docente de História Económica.

## Carreira diplomática
Na sua carreira diplomática, desempenhou funções em Washington, Maputo (onde foi cônsul-geral) e Pequim, de 1980 a 1991.
Regressou ao Ministério dos Negócios Estrangeiros, em Lisboa, em 1991, onde desempenhou
sucessivamente as funções de Diretor dos Serviços da Ásia, da Europa e da América do Norte. 
Posteriormente volta a ser colocado no estrangeiro, primeiro em Madrid como Ministro Conselheiro e depois como Representante Permanente Adjunto de Portugal junto da NATO e da UEO, em Bruxelas.
Em 2004 tem o seu primeiro posto como Embaixador de Portugal em Cuba, onde permanece até 2008, ano em que regressa a Maputo, desta vez como Embaixador.